# Antonio Soler (écrivain)
Pour les articles homonymes, voir Antonio Soler et Soler.
Antonio Soler, né à Malaga en 1956, est un écrivain espagnol.

## Biographie
Soler a commencé sa carrière d'écrivain en 1992 avec la publication d'Extranjeros en la noche, un recueil de nouvelles et d'un roman - La noche, qui a par la suite été publié dans un livre séparé. En 1983, il remporte le prix Jauja pour ses nouvelles avec Muerte canina (La mort d'un chien).
Après deux autres romans, il publie Las bailarinas muertas (Les Danseuses mortes), remportant le prix Herralde et établissant sa réputation d’exposant clé du récit espagnol moderne. Son roman suivant, El nombre que ahora digo (Le Nom que je parle maintenant), est considéré par certains comme l’une des meilleures représentations de la vie dans le secteur républicain pendant le conflit. Dans un article paru dans El Pais en 2014, le professeur Paul Preston aurait déclaré : « Je n'aime pas lire de romans sur la  guerre civile, mais une exception était El nombre que ahora digo, écrit par Antonio Soler il y a vingt ans, qui m'a bluffé » ( « Prefiero no leer novelas de la Guerra Civil, aunque como excepción me chifló una de Antonio Soler de hará unos veinte años : El Nombre que ahora digo »). Il a répété ce sentiment plus récemment lors de séminaires au Centre Cañada Blanch (LSE), soulignant qu’il s’agissait de l’un des rares romans à saisir le sentiment de confusion et de désordre qui régnait pendant le siège de Madrid.
Pluie d'été (es), publié en 2004, a été transformé en film en 2006 par Antonio Banderas à l' aide du propre scénario de Soler. 
Soler a été écrivain en résidence au Dickinson College, en Pennsylvanie, et a donné des cours et des conférences dans de nombreuses universités et institutions culturelles en Europe, en Amérique latine, aux États-Unis et au Canada. Il est membre fondateur de l'Ordre des Finnegans, groupe littéraire créé en l'honneur du roman Ulysse de James Joyce, qui tire son nom d'un pub de Dalkey, en Irlande. Les quatre autres membres fondateurs sont Eduardo Lago, Jordi Soler, Enrique Vila-Matas et Malcolm Otero Barral.

## Œuvres
- Modelo de pasión (1993)
- Los héroes de la Frontera (1995) : Les Héros de la frontière, éd. Albin Michel, 1999.
- Las bailarinas muertas (1996) : Les Danseuses mortes, éd. Albin Michel, coll. Les Grandes traductions, Août 2001, 336 pages,  (ISBN 2-226-12662-7), prix Herralde 1996 et prix de la Critica 1996
- El nombre que ahora digo (1999), Prix Primavera 1999.
- El espiritista melancólico (2001) : Le Spirite mélancolique, traduit par Françoise Rosset, éd. Albin Michel, coll. Les Grandes traductions, Août 2004 274 pages,  (ISBN 2-226-15398-5).
- El camino de los ingleses (2004) : Le Chemin des Anglais, traduit par Françoise Rosset, éd. Albin Michel, coll. Les Grandes traductions, Janvier 2007, 375 pages,  (ISBN 2-226-17665-9). Prix Nadal 2004.
- El sueño del caimán (2006) : Le Sommeil du caïman, traduit par Françoise Rosset, éd. Albin Michel, coll. Les Grandes traductions, Août 2009, 448 pages,  (ISBN 978-2-226-19396-4).
- Lausana (2010) : Lausanne, traduit par Françoise Rosset, éd. Albin Michel, coll. Les Grandes traductions, Novembre 2012, 304 pages,  (ISBN 978-2-226-24439-0).
- Sur (2018) : Sud, traduit de l’espagnol par Guillaume Contré, 2022, éd. Payot et Rivages, 637 pages,  (ISBN 978-2-7436-5720-8).

## Récompenses
- Prix Herralde 1996 pour Las bailarinas muertas
- Prix de la Critica 1996 pour Las bailarinas muertas
- Prix Primavera 1999 pour El nombre que ahora digo
- Prix Nadal 2004 pour El camino de los ingleses
- Prix de la critique de littérature narrative espagnole 2018 pour Sur